# Campionato oceaniano femminile di pallacanestro 2011
Il 14º Campionato Oceaniano Femminile di Pallacanestro FIBA 2011 (noto anche come FIBA Oceania Championship for Women 2011) si è svolto dal 7 all'11 settembre 2011 in Australia.
I Campionati oceaniani femminili di pallacanestro sono una manifestazione biennale tra le squadre nazionali femminili del continente, organizzata dalla FIBA Oceania. L'edizione 2011 qualifica la squadra vincente al Torneo olimpico 2012; la seconda classificata partecipa al Torneo Femminile di Qualificazione Olimpica.
Vincitrice della manifestazione è stata l'Australia.

## Squadre partecipanti
- Australia
- Nuova Zelanda

## Sedi delle partite
| Fase   | Città     | Impianto                        |
| ------ | --------- | ------------------------------- |
| Gara 1 | Melbourne | State Netball and Hockey Centre |
| Gara 2 | Brisbane  | Brisbane Entertainment Centre   |
| Gara 3 | Sydney    | Sydney Entertainment Centre     |

## Gare
| Arbitri: | Elena Chernova Tim Brown Vaughan Mayberry |

|             |          |                  |
| Batkovic 21 | Punti    | 15 Cocks, Harmon |
| Zavecz 5    | Assist   | 8 Harmon         |
| Zavecz 9    | Rimbalzi | 3 tre giocatrici |

| Arbitri: | Elena Chernova Gavin Whiu Vaughan Mayberry |

|                   |          |             |
| Cocks, Purcell 17 | Punti    | 19 Batkovic |
| McMeeken-Ruscoe 3 | Assist   | 6 Zavecz    |
| tre giocatrici 3  | Rimbalzi | 9 Batkovic  |

| Arbitri: | Elena Chernova Vaughan Mayberry Tim Brown |

|                     |          |           |
| Abby Bishop 21      | Punti    | 17 Cocks  |
| cinque giocatrici 3 | Assist   | 4 Purcell |
| Penaluna 10         | Rimbalzi | 7 Harmon  |

## Campione
Australia
(13º titolo)

 Australia4 Hurst, 5 Flanagan, 6 Bishop, 7 Wilson, 8 Batkovic, 9 Madgen, 10 Hunt, 11 Hodges, 12 Penaluna, 13 Zavecz, 14 Tolo, 15 Bibby,        All. Carrie Graf